# Barntrup
Barntrup è una città di 8 502 abitanti della Renania Settentrionale-Vestfalia, in Germania.
Appartiene al distretto governativo (Regierungsbezirk) di Detmold e al circondario (Kreis) della Lippe (targa LIP). È divisa in cinque villaggi: Barntrup, Alverdissen, Selbeck, Sommersell e Sonneborn.